# Yes, Indeed!
Pour les articles homonymes, voir Yes Indeed!.
 (décembre 2023).
Clip vidéo
[vidéo] « Bing Crosby - Yes, Indeed! », sur YouTube
[vidéo] « Tommy & Jimmy Dorsey et Lynn Roberts - Yes, Indeed/Well, Git It », sur YouTube
Yes, Indeed! (Oui, en effet!, en anglais) est un standard de jazz américain, enregistré en single en 1940 par Bing Crosby & Connee Boswell chez Decca Records ,. 

## Histoire
Cette chanson de big band jazz de l'ère du jazz et du swing des années 1940 est écrite et composée par Sy Oliver, avec des paroles de gospel sur le thème du « Alléluia  » de la religion abrahamique  « Maintenant, euh, l'as tu, sœur Constance, euh, dis-moi, l'as compris ? Oh, ouais, je l'ai compris, frère Bingstance, maintenant tu sais que je l'ai, maintenant, as-tu ce rythme en toi, ouais, ouais, je pense que j'ai ce rythme en moi, alors tu l'as, sœur Constance, je jure que je crois que tu l'as, tu vas crier quand ça te frappera, oui en effet, quand l'esprit te prendra, tu crieras Alléluia!, Alléluia frère! oh, oui en effet, oh mon Dieu, tu peux le répéter !, quand ce jive commence à sauter, je crie Alléluia!... ».
Bing Crosby & Connee Boswell l'enregistre en single en 1940, avec Tea for Two sur la face B. 

## Reprises et adaptations
Ce standard de jazz est repris par de nombreux interprètes, dont Tommy Dorsey, Jimmy Dorsey & Jo Stafford ou Lynn Roberts (en) (album Yes Indeed, 1941), Harry James et Dick Haymes (1941), Ray Charles (album Yes Indeed!, 1958), Kate Smith (1958), B. B. King & Tommy Dorsey (1960), Julie London (1960), Peggy Lee (1961), Frank Sinatra (1961), Sy Oliver (1973)... 

## Au cinéma
- 1949 : Match d'amour, film musical de Busby Berkeley, reprise adaptée par Frank Sinatra et Gene Kelly[4].